# Художня обробка шкіри

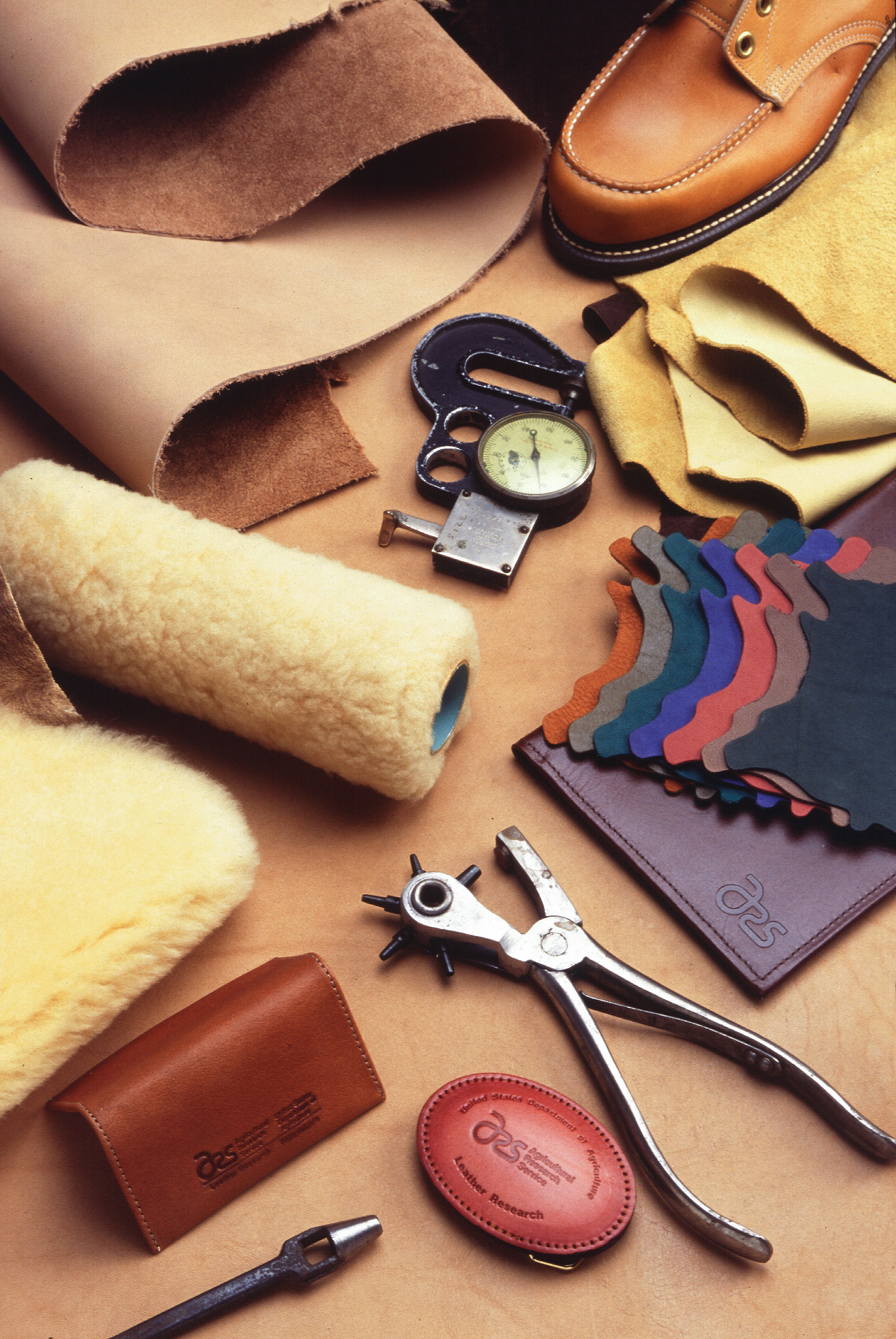
Шкіра та інструменти для її обробки

Худо́жня обро́бка шкі́ри — вид декоративно-ужиткового мистецтва, що особливими способами формотворення й оздоблення, дозволяє створювати чимало зовнішньо досконалих побутових речей: посудин, взуття, одягу тощо.
У первісні епохи, шкіру розглядали лише з боку її практичної придатності. Згодом зрозуміли художню вартість шкіри, шляхом спроб і помилок, виявили та вдосконалили техніки її обробки. Так, у середньовіччі шкіра стала матеріалом для художньої творчості, пов'язувалася з багатьма ремеслами: чинбарством (первісна обробка сировини), шевством, лимарством (виготовлення предметів упряжі), кушнірством (пошиття шкіряного одягу), палітурництвом (виготовлення шкіряних обкладинок) та інше.

## Історія
Первісні люди успішно використовували шкіру тварин для того щоби захистити себе від мінливої погоди. Проте був такий одяг недовго, на нього згубно діяла вода та перепади температури. Власне, саме тому лише невелика частина шкіряних предметів, виготовлених стародавніми майстрами дійшла до наших днів. З часом люди навчились продовжувати життя шкірі: при розкопках у Єгипті та Месопотамії, які відносяться до V ст. до н. е., археологи виявили зображення на стінах, які відображали процес обробки шкур. Більш того, в ході сучасних досліджень, група археологів і антропологів з Університету Бордо, Політехнічного інституту Бордо і Університету Барселони виявила свідоцтва використання інструменту для виготовлення шкіряного одягу, що належить до епохи верхнього палеоліту, тобто приблизно 39 600 років тому. Аналіз фрагмента древньої кістки, який був знайдений на місці розкопок недалеко від Барселони в Іспанії, показав точкові проколи, які є найдавнішим зразком перфокарти, що використовувалася для шиття.
Зберігали шкури, висушуючи їх в розтягнутому вигляді на сонці, втираючи в поверхню шкіри жир і добре розминаючи її, або поєднуючи ці два нехитрі способи дублення.
Що тільки не робили майстри того часу зі шкіри: одяг та взуття, різноманітний посуд, торби, футляри. Надуті овечі шкури, зняті «панчохою», служили відмінним засобом для руху по воді, зі шкур, натягнутих на каркас, виготовляли човни, а кочові племена подібним чином будували власні тимчасові помешкання. Воїнам щит із шкур не раз рятував життя, а барабан підносив бойовий дух.
Спочатку це були цілком прикладні речі, проте стародавній людині, як і нам з вами, також хотілось виразити себе. Знайшлись ремісники з творчим підходом до роботи, які стали праотцями художньої обробки шкіри. Якщо ви будете в Єгипті у Долині царів, обов'язково погляньте на найдавніші твори мистецтва зі шкіри (1350 р. до н. е.), вони збереглись у гробниці Тутанхамона — це розшитий одяг жерців, сандалії, прикрашені золотом, різноманітні предмети побуту. Причому, в їх оздобленні використовували фарбування шкіри, аплікацію, навіть найпростіше гравіювання.
З виникненням писемності майстри Пергамського царства навчились вичиняти шкури особливим способом, отримуючи матеріал, схожий на папір, — пергамент. Римляни в І ст. до н. е. пішли ще далі — вони переплітали листи пергаменту на зразок книги, пізніше стали робити захисні обкладинки, найчастіше з недорогої шкіри.
З розвитком палітурної справи розквітала і техніка художньої обробки шкіри: вже у X ст. обкладинка багато прикрашалась різноманітними штампами, гравіюванням, тисненням. Орнаменти покривали всю поверхню обкладинки, вражаючи своїм різноманіттям — від найпростіших кругів та трикутників до зображення рослинного декору, фігур тварин, лицарів, янголів тощо. Проте, лише небагато примірників шкіряних виробів того часу дійшли до нас.
В епоху готичного стилю (XIII—XV ст.) отримала широке розповсюдження техніка гравіювання шкіри, вона достатньо складна у виконанні, тому потребувала високої майстерності від художника. Гравійовані вироби періоду готики досі вважаються неперевершеними творами мистецтва, вони зберігаються у багатьох музеях світу. Сортимент таких виробів достатньо широкий — це шкіряні шпалери, різноманітні футляри, шкатулки, скриньки, і, звичайно ж, палітурки. Особливо цінувались роботи німецьких, швейцарських, австрійських та чеських майстрів. Техніка гравіювання була дуже дорогою, тому найчастіше вона застосовувалась в поєднанні з рельєфним тисненням, золоченням та штампуванням, які могли виконувати майстри нижчого рівня. А у середині XV ст. у Франції почали прикрашати шкіряні обкладинки за допомогою печатних пластин з вигравіюваним на них малюнком, що значно спрощувало роботу, та здешевлювало її.
В епоху Відродження на сцену виходять італійські майстри, і стримане готичне гравіювання поступається місцем вишуканому тисненню. На шкіряних щитах, шоломах або шкатулках відтворювались цілі рельєфні картини, що зображали міфологічних персонажів, сцени полювання або воєнних дій, наприклад. Поступово італійські чинбарі стали впроваджувати в Європі техніку ручного золочення, запозичену у перських ремісників, а разом з нею і вигадливі східні орнаменти. З італійськими палітурниками успішно конкурували представники угорської школи художньої обробки шкіри. У своїх роботах вони використовували шкіру різних кольорів, головним елементом композиції часто ставав герб, обрамлений рослинним чи плетеним орнаментом, різьбою, золотінням.
Зі стилем бароко в моду ввійшли шкіряні шпалери, спочатку їх робили у Північній Африці, потім в Іспанії, а у XVII ст. вони здобули знаність у всій Європі. Декорували такі шпалери штампуванням, пишними орнаментами, тисненням, золотом та сріблом, вишивкою, знову у оздобленні з'явилось гравіювання.
У XVIII ст. величне бароко поступилось місцем легкому рококо. В оздобленні шкіри переважає мереживний орнамент як відображення моди того часу. Французькі художники прикрашають власні вироби мозаїкою, наклеюючи різнокольорові шматочки шкіри на шкіру основи, ми називаємо цей спосіб аплікацією. Складніший варіант мозаїки — це інтарсія, коли на шкіряній основі вирізають отвори, в які вклеюють шматочки шкіри такого ж самого розміру, що й вирізані, але інших кольорів. Внаслідок трудомісткості виконування інтарсія не отримала широкого розповсюдження.
В кінці XVIII ст. в мистецтві господарював простий та строгий класицизм, але нічого нового до способів художньої обробки шкіри він не додав. XIX ст. заполонив стиль модерн з його незвичайними обтічними формами, що так відрізнялись від лаконічності набридлого класицизму. В роботах по шкірі знову з'являється гравіювання, яке найкраще підкреслювало чистоту ліній модерну, застосовується інтарсія, золотіння.
Приємно буде дізнатись, що наші предки — скіфи також були майстрами обробки шкіри: в курганах на Гірському Алтаї вчені знайшли шкіряні посудини, коробки, упряж, датовані V-І ст. до н. е. Як декор застосовувалась, в основному, аплікація, проте вже зустрічається тиснення і татуювання (виявляється її роблять не лише на живому тілі).
За свідченням літописців, шкіряний промисел у слов'ян був відомий ще VI—VII ст., щоправда шкіряних речей дійшло до нас дуже мало, найчастіше це було взуття з дубленої шкіри.
Під час розкопок у Москві та Новгороді були виявлені шкіряні майстерні, що існували в ХІ — ХІІ ст.. Виготовляли в них взуття, шиті золотом і сріблом пояси, рукавички, кінську збрую, пергамент. З розповсюдженням письменності в Київській Русі, почали з'являтись шкіряні палітурки. Спочатку вони виконували завдання захисту і були прості в оформленні, з часом їх стали прикрашати сліпою печаткою штампами різноманітної форми, зображенням рослин, геометричними орнаментами, опуклим тисненням.
Особливо відомим був промисел з вичинки сап'янових шкір в Торжку, самобутні вироби руських майстрів — багато прикрашене взуття, пояса, гаманці. Виробництво шкіри на Русі успішно розвивалось, багато в чому випереджаючи Європу. Тільки тут вироблялась кольорова шагрень, сап'ян чудової якості та унікальних кольорів, червона юхта, яку експортували закордон до 1914 року.
У XX ст. шкіряне ремесло не зникло ні у європейських країнах, ні у нас в Україні. Визнані художні центри з обробки шкіри існують в Італії, Німеччині, Румунії, Болгарії. Успішно і плідно працюють і інші національні школи чинбарів: насамперед, слід назвати естонських та латвійських художників, чиї роботи не раз одержували нагороди на міжнародних виставках; вікові традиції обробки шкір передавались від покоління до покоління у народів Крайньої Півночі, Сибіру і Далекого Сходу; розвивались промисли в Киргизії, Казахстані й Татарстані.
Якби людина не навчилась тисячі років тому зберігати шкіру, зняту з вбитого звіра, не було б і нашого мистецтва. Одним із найдавніших способів дублення є жирове: в сиру шкіру втирали тваринні або рослинні жири, потім добре розминали спеціальними ножами, а бувало, що й жували шкуру, щоб пом'якшити її. Навіть зараз коли на дворі XXI століття, подібним способом, використовуючи риб'ячий жир, вичиняють шкури деякі народи Півночі.
А в Індії з незапам'ятних часів для дублення шкіри використовували відвари різноманітних рослин які містили таніди: жолуді та кору дуба, плоди акації, кору каштана, сосни, ялинки, верби та мирту.
Галунове дублення проникло в Європу з Китаю, там обробляли шкури сумішшю алюмінієвих галунів (мінерали, подвійні водні сульфати алюмінію і лужних катіонів) і звичайної кухонної солі.
Досі для вичинки шкур використовують саме ці три способи дублення, що зазнали за багатовікову історію деяких змін. Слід зауважити, що у різних народів існували і свої, самобутні вичинки шкур: індіанці, наприклад, обробляли шкури димом від вогнища, турки протравлювали їх у висівках, виноградному соку, меді та інжирі, татари вимочували в кумисі, на Русі заквашували у хлібному киселі.

## Вичинювання шкіри
Коротко ознайомимося з сучасним процесом вичинки шкіри. Власне, дублення — це обробка шкіри тими чи іншими речовинами для надання їй еластичності, міцності та зносостійкості. Проте, перед тим як приступити до дублення, зняті шкури консервують (найчастіше в концентрованому розчині солі), потім декілька діб вимочують спочатку у воді, потім у розчині вапна, видаляють м'язово-жировий шар, що залишився на шкірі та волосяний покрив шкури. Ця шкіра проходить повторну обробку для надання ще більшої міцності та пластичності. Отриманий шкіряний напівфабрикат готовий до дублення. За допомогою жирового дублення, використовуючи жир тріски, тюленів, обробляють шкури лосів, оленів, кіз, телят, для отримання замші.
Рослинним дубленням вичиняють шкури великої рогатої худоби, свиней та коней. Такі шкури щільні, гнучкі, добре вбирають вологу, мають приємний рожево-бежевий колір.
В сучасному виробництві застосовують переважно мінеральне дублення, використовуючи розчини солей хрому або алюмінію, тому його називають хромовим дубленням.
Завдяки досягненням сучасної хімії з'явилось так зване синтетичне дублення, де застосовують синтали — продукти складного органічного синтезу.

## Будова та види шкіри

### Будова шкіри
Шкура тварини складається з трьох основних шарів: епідермісу, власне шкіри — дерми і підшкірної клітковини. Епідерміс — це верхній шар, розміщений над дермою, утворюється клітинами, наповненими вологою, живляться вони через капіляри та пори. Волосяний покрив тварини, пронизуючи епідерміс, з'єднується з дермою. В ході вичинки, епідерміс видаляється, тоді як при виробництві хутра він має основне значення.
Власне шкіра або дерма — це те, з чого виробляють шкіру. Основними складовими дерми є волокна сполучної тканини: колагенові, еластинові і гладенькі м'язові.
Третій шар шкури — підшкірна клітковина, складається із сполучних, м'язових, нервових волокон та жирової тканини, з'єднує дерму з м'язами тварини. Під час виробництва клітковина повністю видаляється.
Якість шкіри залежить від багатьох чинників. Звичайно ж, найм'якша та еластична шкіра у молодих тварин, з віком розміри та товщина шкіри збільшується, а якість погіршується. У самок шкіра красивіша, щільніша та еластичніша ніж у самців. Впливають на якість також і клімат та умови утримання.

### Види шкіри
Шкіри, з якими ми стикаємось в побуті, виробляються найчастіше із шкур великої рогатої худоби, коней, кіз, свиней, овець, оленів. Рідко, але можна зустріти вичинену шкіру крокодила, змії чи риби. Роблять шкіряну сировину і з морських тварин: моржа, тюленя, кита.
Найціннішими є шкури ВРХ. Вони поділяються на декілька видів:
- Сири́ця — вичинена, але не дублена шкіра, що виробляють зі шкір великої рогатої худоби (ВРХ) і свиней. Вона міцна й пластична, її переважно використовують для лимарно-сідельних виробів.
- Пергамент (від назви м. Пергама в Малій Азії) — вичинена, але недублена тонка шкіра, вироблена зі шкір ВРХ, буйволів та свиней з наступним сушінням. До поширення паперу пергамент використовувався для писання та виготовлення палітурок.
- Склизок — шкіри хромового дублення з шкур ненароджених телят, товщиною 1,0 — 1,4 мм.
- Опо́йок, ґабелок — шкіра молочних телят, найцінніша з шкур ВРХ, м'яка, рівна, еластична, з дуже гарною мереєю (малюнком на лицьовій поверхні вичиненої шкури).
- Виросток — шкіра телят, які харчуються вже рослинною їжею. Вичиняється хромовим дубленням для шкіргалантерейних виробів, товщина шкіри 0,7—1,6 мм.
- Напівшкіра — шкіри, вироблені рослинним, комбінованим або хромовим дубленням з шкур телят у віці 1 року. Товщина шкіри від 1 до 3 мм, вона більш жорстка і щільна.
- Бичок — виробляють з шкур молодняку товщиною до 4 мм рослинним або хромовим дубленням.
- Яловка — шкіра корови, еластична з рівним лицьовим шаром, товщиною 1,2—4,0 мм.
- Бичина — шкіра молодого бика товщиною до 5 мм, використовується так само широко як і яловка.
- Бугай або буйвіл — шкури биків, найтовстіші і найважчі серед шкур ВРХ, мають грубу та рихлу структуру.
- Шевро (від фр. chevreau — «козеня») — тонка, м'яка, щільна шкіра, вичинена і дублена хромовими солями зі шкір молодих кіз або козенят. Має своєрідний, гарний візерунок (мерею) у вигляді малесеньких комірок. Один з найкращих матеріалів для виготовлення художніх виробів.
- Шеврет (від фр. chevrette — «кізочка») — замінник шевро — виробляють зі шкір овець хромовим дубленням. З нього виготовляють художні вироби, галантерею тощо.
- Сап'ян (від перс, saxtyan, saxt — міцний) — тонка, м'яка шкіра найрізноманітніших кольорів — продукується із козячих (рідше овечих, телячих, лошачих) шкір шляхом дублення рослинними екстрактами. Використовується для святкового взуття, пасків, обтягування меблів, футлярів, палітурок.
- Шагрень (від фр. chagrin) — шкіра рослинного дублення, м'яка, з мілким рельєфним малюнком, виробляється з овечих шкур.
- Лайка — тягуча, м'яка шкіра, отримана алюмінієвим дубленням, є найціннішою сировиною для пошиття рукавичок.
- Замша (від пол. zamsz і далі від нім. sämisch Leder — «дублена шкіра») — м'яка, гнучка, оксамитова шкіра, має на лицевій поверхні густий, низенький, блискучий ворс, виготовляють жировим дубленням зі шкір сарн, лосів, диких кіз, овець або телят. Має чудовий зовнішній вигляд.
- Велюр (від фр. velours < лат. villus — «вовна», «ворса») — тонка шкіра зі штучно нанесеною із внутрішнього боку ворсою (під замшу). З цією метою використовували дрібнозернисті абразивні матеріали. Виготовляють із пошкоджених (на лицевій стороні) шкір овець, телят, кіз тощо.
- Спилок — отримують розпилюванням товстої шкури на два або більше шари. Він жорсткий і не міцний, тому часто на поверхню спілка наносять штучну мерею, імітуючи цим більш дорогі сорти шкіри.
- Юхта (від перс. juft — «пара») — м'яка, тонка шкіра, вироблена комбінованим дубленням зі шкір ВРХ, коней і свиней. Опоряджують з лицевої поверхні, інколи наносять тисненням штучну мерею на прасувально-мерейних машинах. Виготовляють верх окремих видів взуття, галантерейні та лимарні вироби.

Підкладкову шкіру виробляють з відбракованих дублених напівфабрикатів тонких шкір. Вирізняється малою щільністю структури й абсорбційними властивостями.
Штучну шкіру одержують при хімічній і механічній переробці натуральної або синтетичної сировини. Інколи вона служить замінником натуральної шкіри у деталях художніх виробів (каркаси, прокладки, вставки тощо).

## Інструменти для художньої обробки шкіри
Для роботи з шкірою не потрібні якість унікальні інструменти, щось можна купити, а для виготовлення інших можна використати послугами спеціалістів з виготовлення інструментів.
Для розкрою товстих шкір, пасків необхідний шевський ніж-косяк, зроблений із високо вуглецевої сталі. Хороший ніж можна отримати зі шматка полотна машинної (механічної) ножівки шириною 30—40 мм. Різальна крайка розміщена під кутом 30 до довгої сторони ножа, ширина її 10—20 мм, ніж гострий з обох боків, кут заточування 2—3. Щоб було зручніше працювати, ручку ножа обмотують шматком шкіри.
Розкроюють шкіру на товстому склі, дерев'яній дошці або твердому гумовому листі. Для розмічання деталей при розкроюванні знадобляться пластмасові, дерев'яні або металеві лінійки та кутники, циркуль, а для різання шкіри по прямим лініям сталеві лінійки товщиною 2-3 мм. Подібний косяку ніж, але більш вузький, 15-20 мм шириною, з різальною крайкою 45 до довгої сторони ножа, потрібен для виконання гравіювання по шкірі.
Ніж для брусування (стоншення) шкіри може бути таким самим по формі як і косяк, але заточують його як правило, тільки з однієї сторони. Бувають ножі праві та ліві. Застосовують для брусування і кушнірський (рос. — скорняжный) ніж з напівкруглим лезом. Брусуючи край шкіряної деталі, працюють на мармуровій дошці. Різальна крайка ножа, зісковзуючи з шкіри на гладеньку поверхню мармуру, не тільки не тупиться, а навіть краще загострюється.
Стануть у пригоді і ножі для роботи з деревом із змінними лезами.
Усі різальні інструменти для роботи зі шкірою мають бути добре загострені: шкіра — в'язкий матеріал, і навіть злегка притуплений ніж буде зминати шкіру, а не різати її.
Працюючи зі шкірами завтовшки 1- 1,5 мм, можна користуватись звичайними кравецькими ножицями. Грубішу шкіру ріжуть спеціальними ножицями. Для оздоблювальних робіт використовують ножиці «зигзаг» та манікюрні ножиці.
Для обплітання краю шкіряних виробів перфорують краї, тобто пробивають ряд отворів. Працюють круглими пробійниками з діаметром отвору 1—2,5 мм. Роблять пробійники із загартованих сталевих трубок, заточуючи їх кінець із зовнішньої сторони на конус. Пробійники з діаметром отворів від 2 до 5 мм найчастіше використовують при установці різноманітної фурнітури: заклепок, блочків, кнопок, пряжок тощо. Є пробійники з діаметром до 30- 40 мм, ними вибивають рівні кружечки з шкіри, з яких потім роблять ґудзики, сережки та іншу біжутерію.
Існують також щілинні пробійники, ними пробивають вузькі прямокутні отвори, крізь які протягують плоскі шкіряні ремінці, працюючи в техніці плетіння по перфорації.
Також є фігурні пробійники, вони вибивають найрізноманітніші трикутники, ромби, квадрати, зірочки, краплинки, сердечка, овали та ін. Такою перфорацією прикрашають поверхню виробу, застосовують їх у аплікації та спрощеній інтарсії.
Правила роботи з пробійниками такі: шкіряну деталь, на яку буде наноситись перфорація, кладуть на торцевий зріз дерева, товсту шкіру, лист щільної гуми, товстий лінолеум без тканинної основи або не гофрований картон. Пробійник ставлять перпендикулярно до площини шкіри і сильно вдаряють молотком по його хвостовому кінцю. Якщо отвір пробився не повністю, трошки поверніть пробійник навколо його осі та знову сильно вдарте молотком.
Достатньо зручні та безшумні в роботі пробивні кліщі, на яких встановлений барабан з шістьма круглими пробійниками, зазвичай їх діаметр від 1 до 6 мм. Щоправда, отвори можна пробивати в безпосередній близькості до краю деталі, і товсті шкіри кліщі не беруть.
Якщо пробійник затупився, його потрібно підправити. Загострюють пробійники лише із зовнішнього боку на маленькому бруску, рухаючи пробійник на себе і при цьому повертаючи його навколо осі; фігурні та щілинні — за допомогою трикутного або квадратного бруска або алмазних надфілів різного профілю, рухаючи надфіль зверху вниз до різальної крайки пробійника.
Для виконання декору в техніці печаті необхідні спеціальні інструменти — штампи. Штамп є стрижнем, на одному кінці якого виточені нескладні рельєфні узори: трикутник, квадрат, овал, півмісяць, зірочки, букви та інше. Виконуючи штампування, шкіру кладуть на картон або гуму, штамп ставлять вертикально і сильно вдаряють по ньому, наче вминають слід від штампа в шкіру. Працюють як холодними, так і нагрітими штампами.
В техніці штампування працюють не лише штампами, але й різними роликами та колісними басмами, наносячи з їх допомогою прямі та хвилясті лінії, геометричний узор.
Для роботи з шкірою потрібні молотки. Для встановлення різної фурнітури, набивання перфорації чи штампування знадобиться молоток середнього розміру. Для розгладжування швів, відбивання проклеєних місць можна застосувати дерев'яний молоток.
При виготовленні біжутерії потрібно працювати з дротом, наприклад, робити дужки для сережок або якісь дрібниці, тут потрібні кусачки, плоскогубці, круглогубці, надфіль.
Якщо не має спеціального інструменту, можна для гравіювання використовувати лопатку з манікюрного набору та пінцет. Прокладаючи ручні шви на товстих шкірах, не обійтись без круглого шила та голок із заокругленим кінчиком. Зшиваючи більш тонкі шкіри вручну краще скористатись спеціальною голкою для шкіри. Її гострий кінчик нагадує плоску лопатку загострену лопатку, звичайна голка при проколі розсовує волокна шкіри, а оскільки шкіра має дуже щільну структуру, протягнути таку голку важко, плоска голка прорізає шкіру, що полегшує шиття.
Нитки для зшивання шкіри потрібні тонкі і міцні. Проходячи крізь товщу шкіри, на нитки діє велике тертя, тому бавовняні не витримують і рвуться. Не варто використовувати і занадто міцні на розрив нитки. Ці нитки нееластичні, і при розтягуванні шкіряного виробу можуть прорізати місце шва.
Нарівні з нитками для з'єднання деталей із шкіри користуються різноманітними клеями. Їх асортимент достатньо великий «Момент», «Наіріт», «Контактол», «Фенікс», ПВА, «88 — Н», гумовий клей та ін. Вони утворюють при склеюванні пластичну водонепроникну плівку, швидко сохнуть тому працювати з ними треба швидко адже приклеєна шкіра відривається «з м'ясом». Щоб приклеїти невелику деталь, наприклад кам'яну вставку в брошку, достатньо краплі «Супер-клею».
Тепер пару слів про матеріал який буде потрібний при виготовленні того чи іншого виробу. По-перше це різноманітна оздоблювальна фурнітура: пряжки, кнопки, хольнітени (в побуті їх називають заклепками), блоки, кільця та півкільця, карабіни, кутики, замки брючні та шубні гачки, оздоблювальні елементи тощо. Пошукайте в своїх запас замки від брошок або дужки від старих сережок. Стануть в пригоді пластмасові або металеві браслети чи обручі для волосся.
Для виготовлення виробів жорсткої форми (сумок, тек та ін.) знадобиться картон. А для того, щоб з часом картонна підкладка не розшаровувалась її дублюють підкладкою з пластику. Для підкладки косметичок та сумок потрібна тонка клейонка і підкладкова тканина. Чудова підкладкова тканина виходить зі старих нейлонових чоловічих сорочок.

## Етапи обробки шкіри
Роботу над будь-яким виробом, навіть найпростішим, можна поділити на кілька етапів.
• По-перше, потрібно обдумати форму, кольорову гаму, методи оздоблення, способи з'єднання деталей та ін.
• По-друге, виготовити викрійку, розкроїти шкіру по лекалам, зробити, якщо це необхідно, декор.
• По-третє, з'єднати деталі та надати виробу остаточного вигляду.
Крій заготовок
Викрійку краще робити з щільного паперу, на кожній деталі викрійки слід написати її назву, необхідну кількість даних деталей, матеріал з якого вони будуть виготовлені (шкіра, тканина, клейонка, поролон), якщо це елемент орнаменту, то треба вказати і його колір.
Розмічають шкіру як з лицьової, так і з виворітної сторони. Обводять деталі тупим шилом або голкою, ребром тонкого шматочка мила. Вирізають деталі по контуру або з припуском на шви чи підгинання краю. Тонкі шкіри ріжуть ножицями, а шкіри товщиною 3—4 мм ножем.
Брусування
Брусування — це спосіб стоншення шкіри. Він застосовується достатньо широко: для підгинання краю, під час склеювання в напуск зайву товщину шкіри знімають ножем лише по краю шкіри.
З'єднання шкіри
Викроєні деталі з'єднують між собою різними способами: за допомогою клею, пришиваючи деталі вручну або на швейній машинці, приплітаючи їх одну до одної тонкою смужкою шкіри (метод обплітання). Вибір того чи іншого з'єднання залежить від призначення деталі; біжутерія, коробочки, різноманітні виключно декоративні речі найчастіше склеюються; паски, косметички, сумки, які при експлуатації витримують постійні навантаження, з'єднують за допомогою обплітання або зшивають. Детальніше з цими видами з'єднань ми ознайомимось на практичних заняттях.

## Техніки

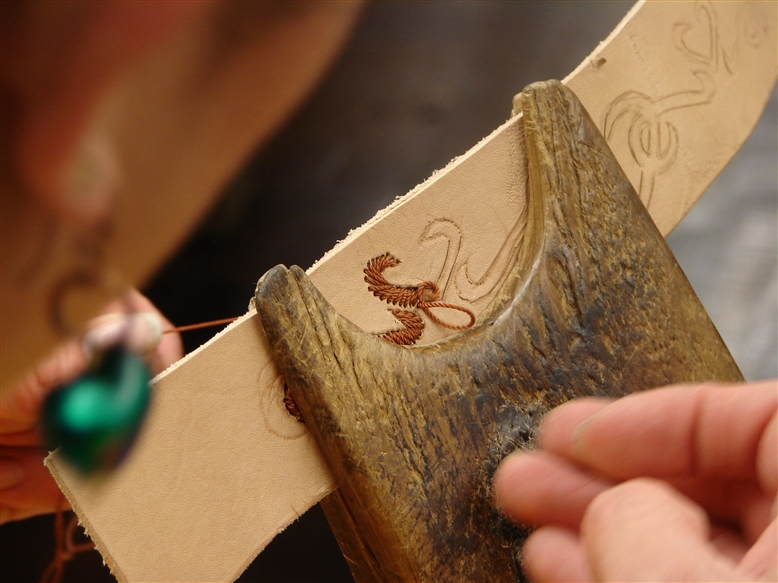
Обробка шкірою шматок на семінар в Музеї де Арте популярні, Мехіко

Шиття — найважливіша техніка виготовлення художніх виробів зі шкіри. Шви виконуються кольоровими або однотонними з тлом нитками (накладні, «шиті в рубець» і подібне) і вузькими стрічками шкіри.
Аплікація — давня, традиційна техніка прикрашування шкіряних виробів, полягає у накладанні на поверхню предметів вирізаних клаптиків шкіри (сап'яну), сукна, металевих платівок, барвистих вовняних шнурків, шкіряних ґудзиків, тороків, китиць. Особливою оригінальністю візерунків відзначаються гуцульські кептарі, оздоблені шкіряними витинанками.
Вишивання — найпоширеніша техніка оформлення шкіряних виробів кольоровими вовняними або шовковими нитками (стебнівка, гладь, хрестик тощо), відзначається мажорним колоритом рельєфно накладених орнаментів.
Набивання металу — традиційна техніка декорування і скріплення деталей шкіряних виробів заклепками (капелями), маленькими металевими ґудзичками (бобриками), великими, пласкими металевими кружечками (бовтицями) і подібне. Іноді з них формували своєрідні стрічкові, розеткові або сітчасті композиції.
Тиснення — характерні сучасні техніки прикрашування шкіряних виробів. Розрізняють холодне тиснення прес-формою (кліше), контурне (від руки) та гаряче (розігрітою металевою формою). Таким чином утворюються візерунки на поверхні шкіри.
Ажурне вирізування — техніка вибивання прорізних геометричних елементів орнаменту металевими пробійниками у вигляді кружечків, трикутників, «листочків» і под., з можливим наступним підкладанням кольорової шкіри.
Плетіння — фактурно-декоративне прикрашування шкіряних виробів, один із способів скріплення деталей. Виконується з вузьких кольорових пасочків різними способами.
Різьблення — порівняно рідковживана, сучасна техніка декорування шкіряних виробів. Виконується шляхом контурного різьблення.
Випалювання — сучасна техніка оздоблення виробів, виготовлених з грубої шкіри рослинного дублення. Аналогічна випалюванню на дереві.
Інкрустація — декорування шкіряних виробів різноколірною шкірою, виконується на зразок інкрустації на дереві.
Розпис — сучасна техніка оздоблення шкіряних речей, виконується вручну олійними або нітроемалевими фарбами.

## Типологія виробів зі шкіри
Обладнання інтер'єру — рід шкіряних виробів для декорування стін на оббивки меблів, виготовлених міськими цеховими майстрами та сучасними художниками декоративно-прикладного мистецтва.
Кордибани (від назви м. Кордова, Іспанія) — типологічна група шкіряних шпалер, оздоблених тисненням, розписом і позолотою, переважно рослинною орнаментикою.
Оббивочна шкіра — тип декоративної шкіри для оббивки диванів і крісел, прикрашена тисненням або розписом.
Настінні прикраси — типологічна група сучасних шкіряних плакеток, декорованих тисненням, інкрустацією, випалюванням, розписом тощо.
Одяг — рід шкіряних виробів, прикрашених вишивкою, аплікацією, ажурним вирізуванням. Поділяється на типологічні групи: головні убори, верхній плечовий одяг і взуття. Доповнення до одягу — рід виробів зі шкіри, пишно декорованих тисненням, аплікацією, металом, плетенням тощо. Сюди входять такі типологічні групи виробів — паски, торбинки й прикраси. Паски — шкіряні вироби для підперезування у поясі й закріплення поясного одягу. Паски різняться шириною й оздобленням. У Карпатах вузькі пояси називали букурійками, а широкі — чересами. Череси виготовляли різної ширини: на одну пряжку — пасок, на дві — малий ремінь, на три — великий ремінь. До цієї типологічної групи входять також ремінці для годинників, зап'ястні ремінці і т. ін.
Торбинка — це шкіряні вироби з пасом для транспортування предметів. У Карпатах розрізняють чоловічі торбини — табівки (у XVIII ст. квадратні, у XIX ст. півкруглі), прикрашені набиваним металом. У них носили курильне приладдя. Торбинки менших розмірів називали ташками. Ix зовнішній бік суцільно вкривали бляхою із сітчастим орнаментом. Вони служили скоріше прикрасою. Маленьку торбинку, стяг нуту у верхній частині й прикріплену до паска, називали калиткою, оздоблювали капелями й китицями. Сучасні чоловічі й жіночі торбинки за багатством форм утворюють окремі типологічні підгрупи (сумки, портфелі, дипломати, валізи тощо).
Прикраси — група сучасних виробів, функціонують як доповнення до жіночого святкового одягу: кулони, брошки, паски, браслети, півобручі до волосся, декоративні квіти тощо.
Дрібні особисті речі — невеликий рід шкіряних виробів галантерейного характеру (капшуки, гаманці, портмоне, футляри для окулярів, ключів та іншого).
Знаряддя праці — рід виробів, представлений єдиною типологічною групою предметів упряжі. Лимарі колись виготовляли хомути, гужі, черезсідельники, шлеї, сідла, сіделка, віжки, посторонки, нашийники (нашильники), нагрудники, дуги, батоги і подібне. Майстри пишно прикрашали святкову упряж металевими кільцями, пряжками, «кониками», латунними бляшками, вовняними китицями, хомут розцяцьковували металевими ґудзиками тощо.
Палітурні предмети поділяють на дві типологічні групи: обкладинки й коробки. Обкладинки переплітають шкірою й оздоблюють тисненням, аплікацією, розписом (книги, альбоми, теки). Коробки різної величини й форми прикрашають тисненням, випалюванням, розписом (для зберігання документів, фотографій, дрібних реліквій тощо).